# 動詞句
動詞句（どうしく、英：verb phrase または verbal phrase、略して VP）は、言語学において、最低1つの動詞を含む統語論的な単位。厳密な定義は理論により異なるが、句動詞（phrasal verb）とは異なる概念である。
動詞句は、定形動詞（finite verb）から成る定形動詞句と、非定形動詞（non-finite verb）から成る非定形動詞句に区別することができる。しかし、理論によって、両者を認める立場（句構造文法）と、後者のみを認める立場（依存文法）がある。

## 句構造文法における動詞句
句構造文法では、動詞句は動詞または助動詞を主要部とする句であり、単独の動詞でも動詞句として扱われる。句構造文法においては、定形動詞句と非定形動詞句の両者が構成素として認められており、特に区別はされない。この定義における動詞句は、伝統的な文法で述部と呼ばれるものに相当する。
動詞句に含まれ得る要素にはその他、指定部（specifier）・補部（complement）・付加部（adjunct）がある。
句構造文法における補部は、学校文法における補語とは異なる概念である。動詞句にとっての補部とは、主要部動詞が要求する項のうち、動詞句の内側に位置するものを指す。補部の数と種類は主要部動詞の性格によって決まり、例えば名詞句や形容詞句、補文標識句（complementizer phrase、略してCP）などがその役割を担う。一方、付加部とは、それがなくとも文が成り立つ要素、すなわち修飾語句を指す。動詞句を修飾するものには、副詞句や接置詞句などがある。ただし、接置詞句を項の1つとして要求する動詞もあるため（英語の put など）、接置詞句が必ずしも修飾語だとは限らない。
次の例文では、それぞれ、太字部分が動詞句である。
1. Yankee batters hit the ball to win their first World Series since 2000.
2. Mary saw the man through the window.
3. David gave Mary a book.

例文1には、 hit the ball to win their first World Series since 2000 という動詞句が含まれている。
例文2の動詞句は、主要部動詞 saw と補部名詞句の the man 、そして付加部前置詞句の through the window で構成されている。
例文3の動詞句は、主要部動詞 gave および同動詞が選択（要求）する Mary と a book という2つの補部名詞句によって成り立っている。
1980年代の半ばまたは後半頃までは、動詞句を持たない言語も存在すると考えられていた。そういった言語には、非階層的言語と呼ばれる、かなり自由な語順を持つ言語（アボリジニの諸言語、日本語、ハンガリー語など）や、基本語順がVSO型になっている言語（いくつかのケルト語派言語や大洋州諸語など）が含まれていた。現在は、生成文法の中にも、「全ての言語は動詞句を有する」と考える立場（原理とパラメータ説など）と、「少なくとも、いくつかの言語は、動詞句という構成素を持たない」と考える立場（語彙機能文法など）がある。

## 依存文法における動詞句
依存文法の場合、非定形動詞から成る動詞句を構成素として認める一方で、定形動詞を主要部とする構成素の存在を否定する。
- 例（それぞれ、太字部分を比較）
  - 定形動詞から成る動詞句（？）の例：
    - John has finished the work.
    - They do not want to try that.

  - 非定形動詞から成る動詞句の例：
    - John has finished the work.
    - They do not want to try that.
    - They do not want to try that.

句構造文法では、has と  do は定形動詞なので、 has finished the work や do not want to try that は定形動詞句で、 John has finished the work. という文は、名詞句（John）＋動詞句（has finished the work）という構造だと捉える。また、 has finished the work は finished the work という非定形動詞句を、 do not want to try that は want to try that という非定形動詞句をそれぞれ含んでおり、さらに want to try that は try that という非定形動詞句を含んでいる。このように、1つの節の中に、複数の非定形動詞句が重なって存在することも可能だが、定形動詞句は1つしか存在しない。
一方、依存文法では、ルシアン・テニエールの1959年の著書を皮切りに、そもそも文が主語＋動詞句（述部）という2つの部分に分けられるという考え方に疑問を呈している。その代わり、文の主要部は定形動詞であり、主語さえもその従属部だと捉えていることから、定形動詞句という構成素は成り立たないのである。しかし、依存文法でも非定形動詞句は構成素として認められており、それが複数重なることも可能だとされる。
両理論における構文木（ツリー図）は、次のように示される。左側（Constituency structure）が句構造文法、右側（Dependency structure）が依存文法による解析である。「S」は sentence（文）、「N」は noun（名詞））、「V」は verb（動詞）、「D」は determiner（限定詞）の意。
句構造ツリーでは、 has finished the work が1つのVP（動詞句）という、まとまった構成素として示されている。一方、依存構造ツリーでは、 has finished the work というまとまった構成素は存在しない。しかし、両者とも、 finished the work を1つのまとまった構成素として扱っていることがわかる。
依存文法では、「定形動詞句は構成素として成り立たない」という観点の裏づけとして、構成素テストを挙げる。構成素テストとは、特定の語の連なりが構成素（名詞句、動詞句など）であるかどうかを確かめるために、それと同種の構成素だとわかっている語句を代入したり、同種の構成素で可能だとわかっている構文や統語移動に適用してみたりする実験である。例えば、話題化、分裂文、および返答文での省略（answer ellipsis）といった構成素テストは「非定形動詞句は構成素として成り立つが、定形動詞句は構成素として成り立たない」ということを示唆している。
- 例（” ＊”は非文、すなわち文法的に間違っていることを示す）
  - ...and finished the work, John (certainly) has. - 話題化
  - ＊...and has finished the work, John. - 話題化
  - What John has done is finished the work. - 擬似分裂文
  - ＊What John has done is has finished the work. - 擬似分裂文
  - What has John done? - Finished the work. - 返答文での省略
  - What has John done? - ＊Has finished the work. - 返答文での省略

以上、太字部分を比較してみると、非定形動詞句を1つのまとまりとして取り出す試みは成功しているが、定形動詞句を同じように取り出す試みは失敗に終わっている。
しかし、構成素テストとは、それに”合格”すれば構成素として認められ、不合格なら認められないという単純なものではない。構成素テストにはさまざまな種類があり、1つのテストに合格しても他のテストで不合格になったり、その逆になる場合もあるため、できるだけ多種のテストを用いて総合的な判断をすることが望まれる。なお、構成素テストを信頼度に応じてランク付けしている言語学者もいる。en:Constituent (linguistics)#Constituency testsも参照。

## 狭義の動詞句
「動詞句＝厳密的に動詞的な要素のみ」とする考え方もある。その定義によると、動詞句と呼べるのは、主動詞・助動詞・不定詞・分詞のみであり、目的語や修飾語などは動詞句に含まれない。
- 例（太字が狭義の動詞句）
  - John has given Mary a book.
  - They were being eaten alive.
  - She kept screaming like a maniac.
  - Thou shalt not kill.

この狭義の動詞句という概念は、機能主義的理論（en:Functional theories of grammar）やヨーロッパの伝統的な文法書（reference grammar）において用いられている。これは、動詞句を構成素として解析する句構造文法とは相容れない考え方である。しかし、カテナを構文の基本単位として捉える理論（依存文法を含む）とは両立できる。また、これらの例における太字部分の動詞的要素は、述語論理における述語の捉え方とも矛盾しない。